# Бухрайн (Люцерн)
Бухрайн (нем. Buchrain LU) — коммуна в Швейцарии, в кантоне Люцерн. Входит в состав округа Люцерн. Население составляет 6132 человека (на 31 декабря 2015 года). Официальный код — 1052.
Бухрайн впервые упоминается в 1257 году как Buochren.

## Географическое положение
Площадь Бухрайна составляла 4,8 км². 49,5 % площади составляют сельскохозяйственные угодья, 17,1 % — леса, 27,3 % территории заселено, 6,1 % — пересечённая местность. Коммуна находится на холме Хандсруген между реками Ройс и Рон. Она состоит из деревни Бухрайн, посёлка Лесибах и промышленной зоны Перлен.

## Население
На 31 декабря 2015 года в Бухрайне проживало 6132 человека. В 2011 году 24,8 % населения были в возрасте до 19 лет, 63,1 % — от 20 до 64 лет, старше 65 лет были 12,1 %. В Бухрайне 73,8 % имели высшее или среднее специальное образование. В 2000 году в коммуне было 1893 домашних хозяйства, из которых 469 состояли из одного человека, 9,7 % состояли из более чем 4 человек.
| 1695 | 1798 | 1850 | 1900 | 1950 | 1970 | 2000 | 2006 | 2011 | 2015 |
| ---- | ---- | ---- | ---- | ---- | ---- | ---- | ---- | ---- | ---- |
| 198  | 234  | 312  | 750  | 1127 | 2741 | 4976 | 5316 | 6009 | 6143 |

На выборах в 2007 году наибольшее количество голосов получила Швейцарская народная партия (27,4 %), за Христианско-демократическую народную партию проголосовали 27,8 %, за Свободную демократическую партию — 22,5 %.